# Sven Hettemark
Sven Rudolf Hettemark, ursprungligen Gustafsson, född 15 juni 1901 i Säby församling i Jönköpings län, död 1 maj 1989 i Tranås, Säby församling, var en svensk företagsledare.
Sven Hettemark var son till byggmästaren Sven P. Gustafsson och Alma, ogift Didriksson. Han ägde och drev Handelsbolaget Sven Gustafsson j:r i Tranås 1927–1944. Han innehade också firma Mark och Hus i Tranås från 1930. År 1944 grundade han Hettemarks konfektions AB i Enköping. Företaget, för vilket han själv var verkställande direktör, hade fabriker i Enköping, Örbyhus och Italien. Varumärket Hettemarks finns än i dag (2015) kvar.
Han var ledamot av kyrkofullmäktige och kyrkoråd i Enköping samt styrelseledamot i Enköpings sparbank.
År 1928 gifte han sig med Alva Svensson (1902–1986), dotter till köpmannen Sven Svensson och Klara Lundberg. De fick fyra döttrar.
Sven Hettemark är begravd i Gustafssons familjegrav på Tranås nya griftegård.